# Ruggero Manna
Ruggero Manna (Trieste, 1808 - Cremona, 1864) fou un compositor italià.
Era fill de la cantant Caroline Bassi-Manna i d'un noble de Cremona Pietro Manna, i rebé del seu oncle Ladislao Bassi, les primeres lliçons de música. Més tard cursà a Milà i en el Liceu musical de Bolonya, en el que tingué a Mattei per professor de contrapunt; als quinze any d'edat ingressà en l'Acadèmia dels Filharmònics d'aquella ciutat.
En enviudar la seva mare, passà amb ella a Viena, on es posà en relació amb notabilitats musicals, i el 1822 retornà a Trieste, on hi va romandre fins a l'any 1835, en què se’l nomenà mestre de capella de la catedral de Cremona.
Va compondre les òperes:
- Francesca de Rimini (no representada);
- Jacopo di Valenza;
- Preziosa;
- Il profeta ovelato;
- Diversos Stabat Mater;
- dues Salve Regina;
- un Dies irae;
- un De Profundis;
- sis Credo;
- diversos Kyries;
- el càntic Gli esuli d'Isdraello;
- unes 30 Misses, i d'altres composicions de caràcter religiós;
- la cantata a tres veus Saluto a S. M. il re Vittorio Emanuele;
- un Himne á la lluna;
- una Note sull'Appenino, etc.